# Кабельщик
«Ка́бельщик» (англ. The Cable Guy) — культовый американский художественный фильм в жанре чёрной комедии с элементами триллера, снятый и выпущенный на экраны в 1996 году. Режиссёром картины является актёр и комик Бен Стиллер; автором сценария выступил Джадд Апатоу. Главные роли исполнили Джим Керри и Мэттью Бродерик. В фильме также снялись Лесли Манн, Джек Блэк, Джордж Сигал, Дайан Бэйкер, Оуэн Уилсон и другие.
За исполнение роли кабельщика Чипа Дугласа Джим Керри выиграл премию канала MTV сразу в двух категориях: «Лучшая комедийная роль и «Лучший злодей».

## Сюжет
Стивен Ковач из-за проблем с девушкой Робин переезжает в новую квартиру. Чтобы настроить телевизор, он вызывает мастера. Им оказался кабельщик, представившийся Чипом Дугласом. Он убирает все помехи и «по-дружески» незаконно подключает Стивена к платным каналам. Между ними завязываются приятельские отношения, инициатором которых стал Чип, в знак благодарности Стивен соглашается стать другом неординарного кабельщика. Однако, впоследствии Стивен замечает, что проявления дружбы Чипа становятся очень странными, непредсказуемыми и навязчивыми.
В определённый момент Стивен пытается разорвать всяческие отношения с Чипом, но расстроенный и оскорблённый Кабельщик, который был готов на всё ради Стива, заявляет: «Я могу быть твоим лучшим другом… или самым страшным врагом». Кабельщик делает так, чтобы Стивена уволили с работы и посадили в тюрьму, но его выпускают под залог. Последним злодеянием Кабельщика является похищение возлюбленной Стивена, которую ранее сам Кабельщик и примирил с ним.
Стив находит девушку и Кабельщика в закрытой зоне на спутниковой тарелке — любимом месте одержимого телевидением Кабельщика. Хоть Робин и Стивен не видят в происходящем ничего смешного, Кабельщик не воспринимает происходящее серьёзно. Для него это как финальная сцена фильма. Он кидается карикатурными фразами, цитатами, подпевает несуществующей в мире фильма музыке и не наносит вреда героям. Даже «пистолет» в его руках — это строительный степлер.
Потасовка заканчивается на площадке, которая находится над огромной спутниковой тарелкой. К этому моменту на место прибывает полиция, ибо герои пробрались в закрытую зону. Чип понимает, что всё кончено, ведь дальше идти некуда, а желание «быть эксцентричным» куда-то пропадает, и герой впервые за весь фильм ведёт себя серьёзно. Он повествует о своём детстве, в котором совсем не было его матери. Она не уделяла внимания сыну, оставляя воспитание ребёнка на откуп телевизору. Кабельщик осознаёт, что его проблемы во взаимоотношениях с людьми — это следствие того, что он всё детство провёл перед телевизором и не получал любви от родителей. Также он заключает, что телевидение — это зло, которое гипнотизирует людей, отвлекая их от реального мира и от своих родных и друзей.
Чип сбрасывается с высоты на тарелку с антенной посередине в надежде на то, что разрушит её и лишит телевидения близлежащие территории, а сам умрёт от того, что антенна проткнёт его тело насквозь. Но он падает рядом со штырём и остаётся жив. После Робин и Стивен сопровождают его на носилках к вертолёту. Можно предположить, что отношения между ними налаживаются, и пара понимает чувства Кабельщика. Понимает, что все его злодеяния и странные поступки — следствие самых благородных намерений.
В финальной сцене медик на вертолёте подбадривает Кабельщика, называя его другом. Но тот вновь слишком серьёзно воспринимает дружелюбие другого человека.

## В ролях
| Актёр           | Роль                       |
| --------------- | -------------------------- |
| Джим Керри      | Кабельщик «Чип Дуглас»     |
| Мэттью Бродерик | Стивен Ковач               |
| Боб Оденкирк    | брат Стивена Ковача        |
| Бен Стиллер     | Сэм и Стэн Свит            |
| Лесли Манн      | Робин Харрис               |
| Джордж Сигал    | Отец Стивена               |
| Дайан Бэйкер    | Мать Стивена               |
| Джек Блэк       | Рик, друг Стивена          |
| Эрик Робертс    | играет себя                |
| Оуэн Уилсон     | Парень на свидании с Робин |
| Дэвид Кросс     | Менеджер по продажам       |
| Джоэль Мюррей   | Баскетболист               |

## Культурные связи
В фильме имеется множество отсылок к таким фильмам как «Молчание ягнят», «Водный мир», «Поле его мечты», «Звёздный путь: Оригинальный сериал», «Полуночный экспресс» и другим.
В рекламе на Супербоул LVI Джим Керри вернулся в образе Чипа Дугласа. Герой приходит на квартиру клиента для установки кабеля, который оказывается ненужным из-за существования Verizon 5G и отсутствия необходимости в коаксиальном кабеле. Пребывающий в замешательстве Чип осматривает устройство, обсуждает с клиентом предложение технологической компании и всё-таки и обещает вернуться, чтобы перепроверить связь. Существует версия, что кабельщик сымитировал своё удивление, как это уже было однажды в фильме. Стоимость рекламного ролика длительностью в 60 секунд составила 13 — 14 млн долл.

## Награды и номинации
| Год  | Премия                  | Категория              | Номинант                           | Результат |
| ---- | ----------------------- | ---------------------- | ---------------------------------- | --------- |
| 1996 | Премия MTV Movie Awards | Лучшая комедийная роль | Джим Керри                         | Победа    |
| 1996 | Премия MTV Movie Awards | Лучший злодей          | Джим Керри                         | Победа    |
| 1996 | Премия MTV Movie Awards | Лучшая драка           | Джим Керри против Мэттью Бродерика | Номинация |